# Lengua aroaqui
Aroaqui (Aroaki) es una lengua arahuaca extinta de Brasil que se hablaba en la región del bajo Río Negro, probablemente a orillas del río Cuieiras. Algunos grupos aroaqui también se ubicaron alrededor de la desembocadura del río Amazonas cerca de Macapá.: 14 
Johann Natterer (1832) recopiló una lista de palabras de Aroaqui en Airão.
El aroaqui y parawana están estrechamente relacionados y pueden ser el mismo idioma.